# Norvégia az 1948. évi téli olimpiai játékokon
Norvégia a svájci St. Moritzban megrendezett 1948. évi téli olimpiai játékok egyik részt vevő nemzete volt. Az országot az olimpián 7 sportágban 49 sportoló képviselte, akik összesen 10 érmet szereztek.

## Érmesek
| Érem  | Versenyző                                          | Sportág        | Versenyszám           |
| ----- | -------------------------------------------------- | -------------- | --------------------- |
| Arany | Finn Helgesen                                      | Gyorskorcsolya | Férfi 500 m           |
| Arany | Sverre Farstad                                     | Gyorskorcsolya | Férfi 1500 m          |
| Arany | Reidar Liaklev                                     | Gyorskorcsolya | Férfi 5000 m          |
| Arany | Petter Hugsted                                     | Síugrás        | Egyéni, normálsánc    |
| Ezüst | Thomas Byberg                                      | Gyorskorcsolya | Férfi 500 m           |
| Ezüst | Odd Lundberg                                       | Gyorskorcsolya | Férfi 5000 m          |
| Ezüst | Birger Ruud                                        | Síugrás        | Egyéni, normálsánc    |
| Bronz | Odd Lundberg                                       | Gyorskorcsolya | Férfi 1500 m          |
| Bronz | Erling Evensen Olav Økern Reidar Nyborg Olav Hagen | Sífutás        | Férfi 4 × 10 km váltó |
| Bronz | Thorleif Schjelderup                               | Síugrás        | Egyéni, normálsánc    |

## Alpesisí
Férfi
| Versenyző            | Versenyszám | 1. futam | 1. futam | 2. futam | 2. futam | Összesítés    | Összesítés    |
| Versenyző            | Versenyszám | Idő      | Hely.    | Idő      | Hely.    | Idő           | Helyezés      |
| -------------------- | ----------- | -------- | -------- | -------- | -------- | ------------- | ------------- |
| Bjarne Arentz        | Lesiklás    |          |          |          |          | 3:09,0        | 16.           |
| Bjarne Arentz        | Műlesiklás  | 1:16,2   | 24.      | 1:11,5   | 27.      | 2:27,7        | 23.           |
| Marius Eriksen       | Lesiklás    |          |          |          |          | 3:09,4        | 20.           |
| Stein Eriksen        | Lesiklás    |          |          |          |          | 3:15,1        | 31.           |
| Stein Eriksen        | Műlesiklás  | 1:24,4   | 33.      | 1:08,0   | 20.      | 2:32,4        | 29.           |
| Sverre Johannessen   | Lesiklás    |          |          |          |          | 3:12,1        | 25.           |
| Sverre Lassen-Urdahl | Lesiklás    |          |          |          |          | 3:06,4        | 11.*          |
| Johnny Lunde         | Lesiklás    |          |          |          |          | nem ért célba | nem ért célba |
| Jack Nielsen, Jr.    | Műlesiklás  | 1:22,0   | 32.      | 1:07,8   | 19.      | 2:29,8        | 26.           |
| Alf Opheim           | Műlesiklás  | 1:36,4   | 46.      | 1:15,0   | 33.      | 2:51,4        | 41.           |

| Versenyző          | Versenyszám | Lesiklás | Lesiklás | Lesiklás | Műlesiklás | Műlesiklás | Műlesiklás | Műlesiklás | Műlesiklás | Műlesiklás | Műlesiklás | Összesítés | Összesítés |
| Versenyző          | Versenyszám | Lesiklás | Lesiklás | Lesiklás | 1. futam   | 1. futam   | 2. futam   | 2. futam   | Össz.      | Össz.      | Össz.      | Összesítés | Összesítés |
| Versenyző          | Versenyszám | Idő      | Pont     | Hely.    | Idő        | Hely.      | Idő        | Hely.      | Idő        | Pont       | Hely.      | Pont       | Helyezés   |
| ------------------ | ----------- | -------- | -------- | -------- | ---------- | ---------- | ---------- | ---------- | ---------- | ---------- | ---------- | ---------- | ---------- |
| Bjarne Arentz      | Összetett   | 3:09,0   | 7,73     | 11.      | 1:20,8     | 23.        | 1:15,5     | 28.*       | 2:36,3     | 9,44       | 21.        | 17,17      | 17.        |
| Marius Eriksen     | Összetett   | 3:09,4   | 8,17     | 14.      | 1:21,6     | 24.        | 1:19,4     | 37.        | 2:41,0     | 11,51      | 27.*       | 19,68      | 20.        |
| Stein Eriksen      | Összetett   | 3:15,1   | 11,14    | 23.      | 1:51,8     | 60.        | 1:11,5     | 16.*       | 3:03,3     | 21,36      | 46.        | 32,50      | 32.        |
| Sverre Johannessen | Összetett   | 3:12,1   | 9,49     | 18.      | 1:26,2     | 29.        | 1:14,8     | 24.*       | 2:41,0     | 11,51      | 27.*       | 21,00      | 22.        |

Női
| Versenyző          | Versenyszám | 1. futam | 1. futam | 2. futam | 2. futam | Összesítés | Összesítés |
| Versenyző          | Versenyszám | Idő      | Hely.    | Idő      | Hely.    | Idő        | Helyezés   |
| ------------------ | ----------- | -------- | -------- | -------- | -------- | ---------- | ---------- |
| Borghild Niskin    | Lesiklás    |          |          |          |          | 2:44,4     | 23.        |
| Borghild Niskin    | Műlesiklás  | kizárták | kizárták | kiesett  | kiesett  | kiesett    | kiesett    |
| Laila Schou Nilsen | Lesiklás    |          |          |          |          | 2:32,4     | 7.*        |
| Laila Schou Nilsen | Műlesiklás  | 1:06,8   | 14.      | 1:04,7   | 15.      | 2:11,5     | 14.*       |

| Versenyző          | Versenyszám | Lesiklás | Lesiklás | Lesiklás | Műlesiklás | Műlesiklás | Műlesiklás | Műlesiklás | Műlesiklás | Műlesiklás | Műlesiklás | Összesítés | Összesítés |
| Versenyző          | Versenyszám | Lesiklás | Lesiklás | Lesiklás | 1. futam   | 1. futam   | 2. futam   | 2. futam   | Össz.      | Össz.      | Össz.      | Összesítés | Összesítés |
| Versenyző          | Versenyszám | Idő      | Pont     | Hely.    | Idő        | Hely.      | Idő        | Hely.      | Idő        | Pont       | Hely.      | Pont       | Helyezés   |
| ------------------ | ----------- | -------- | -------- | -------- | ---------- | ---------- | ---------- | ---------- | ---------- | ---------- | ---------- | ---------- | ---------- |
| Borghild Niskin    | Összetett   | 2:44,4   | 10,37    | 18.      | 1:12,6     | 20.        | 1:13,5     | 21.        | 2:26,1     | 14,00      | 21.*       | 24,37      | 19.        |
| Laila Schou Nilsen | Összetett   | 2:32,4   | 2,69     | 7.*      | 1:11,0     | 18.        | 1:06,0     | 10.        | 2:17,0     | 9,45       | 13.*       | 12,14      | 13.        |

* - egy másik versenyzővel azonos eredményt ért el

## Bob
| Versenyző                                                     | Versenyszám | 1. futam | 1. futam | 2. futam | 2. futam | 3. futam | 3. futam | 4. futam | 4. futam | Összesítés | Összesítés |
| Versenyző                                                     | Versenyszám | Idő      | Hely.    | Idő      | Hely.    | Idő      | Hely.    | Idő      | Hely.    | Idő        | Helyezés   |
| ------------------------------------------------------------- | ----------- | -------- | -------- | -------- | -------- | -------- | -------- | -------- | -------- | ---------- | ---------- |
| Bjarne Schrøen Gunnar Thoresen                                | Kettes      | 1:27,1   | 13.      | 1:27,1   | 15.      | 1:26,1   | 13.      | 1:26,2   | 13.      | 5:46,5     | 13.        |
| Arne Holst Ivar Johansen                                      | Kettes      | 1:25,6   | 9.       | 1:25,0   | 8.*      | 1:23,7   | 5.       | 1:23,9   | 4.       | 5:38,2     | 7.         |
| Arne Holst Ivar Johansen Reidar Berg Alf Large                | Négyes      | 1:17,3   | 3.*      | 1:20,8   | 3.*      | 1:21,4   | 1.*      | 1:23,0   | 6.*      | 5:22,5     | 5.         |
| Bjarne Schrøen Gunnar Thoresen Arnold Dyrdahl Benn John Valsø | Négyes      | 1:20,0   | 11.      | 1:22,6   | 10.      | 1:23,6   | 10.      | 1:23,5   | 8.       | 5:29,7     | 10.        |

* - egy másik csapattal azonos eredményt ért el

## Északi összetett
| Versenyző     | Sífutás | Sífutás | Sífutás | Síugrás  | Síugrás  | Síugrás  | Síugrás | Síugrás | Összesítés | Összesítés |
| Versenyző     | Sífutás | Sífutás | Sífutás | 1. ugrás | 2. ugrás | 3. ugrás | Össz.   | Össz.   | Összesítés | Összesítés |
| Versenyző     | Idő     | Pont    | Hely.   | Távolság | Távolság | Távolság | Pont    | Hely.   | Pont       | Helyezés   |
| ------------- | ------- | ------- | ------- | -------- | -------- | -------- | ------- | ------- | ---------- | ---------- |
| Eilert Dahl   | 1:22:52 | 205,5   | 10.     | (62,0)   | 62,5     | 63,0     | 208,8   | 8.*     | 414,30     | 6.         |
| Olaf Dufseth  | 1:21:50 | 211,5   | 5.      | 61,0     | (59,0)   | 61,0     | 201,1   | 16.     | 412,60     | 8.         |
| Olav Odden    | 1:21:35 | 212,3   | 3.      | 59,0     | (53,5)   | 55,5     | 196,9   | 19.     | 409,15     | 11.        |
| Kåre Østerdal | 1:24:20 | 198,0   | 14.     | (55,0)   | 62,0     | 61,0     | 206,2   | 11.     | 404,20     | 12.        |

* - egy másik versenyzővel azonos eredményt ért el

## Gyorskorcsolya
| Versenyző         | Versenyszám | Eredmény      | Helyezés      |
| ----------------- | ----------- | ------------- | ------------- |
| Hjalmar Andersen  | 10 000 m    | nem ért célba | nem ért célba |
| Thomas Byberg     | 500 m       | 43,2          | *             |
| Sverre Farstad    | 500 m       | 43,6          | 6.*           |
| Sverre Farstad    | 1500 m      | 2:17,6        |               |
| Torodd Hauer      | 500 m       | 43,6          | 6.*           |
| Henry Hebbe       | 5000 m      | 9:03,0        | 23.           |
| Finn Helgesen     | 500 m       | 43,1          |               |
| Odd Lundberg      | 1500 m      | 2:18,9        |               |
| Odd Lundberg      | 5000 m      | 8:32,7        |               |
| Odd Lundberg      | 10 000 m    | 18:05,8       | 7.            |
| Gunnar Konsmo     | 1500 m      | 2:21,2        | 10.*          |
| Reidar Liaklev    | 5000 m      | 8:29,4        |               |
| Reidar Liaklev    | 10 000 m    | nem ért célba | nem ért célba |
| Ivar Martinsen    | 1500 m      | 2:22,6        | 16.           |
| Charles Mathiesen | 5000 m      | nem ért célba | nem ért célba |
| Henry Wahl        | 10 000 m    | nem ért célba | nem ért célba |

* - egy másik versenyzővel azonos eredményt ért el

## Műkorcsolya
| Versenyző                    | Versenyszám | Kötelező elemek   | Kötelező elemek | Kűr               | Kűr   | Összesítés                     | Összesítés                     | Összesítés                     | Összesítés                     | Összesítés                     | Összesítés                     | Összesítés                     | Összesítés                     | Összesítés                     | Összesítés                     | Összesítés                     | Összesítés        | Összesítés  | Összesítés | Összesítés |
| Versenyző                    | Versenyszám | Kötelező elemek   | Kötelező elemek | Kűr               | Kűr   | Helyezési pontszámok bírónként | Helyezési pontszámok bírónként | Helyezési pontszámok bírónként | Helyezési pontszámok bírónként | Helyezési pontszámok bírónként | Helyezési pontszámok bírónként | Helyezési pontszámok bírónként | Helyezési pontszámok bírónként | Helyezési pontszámok bírónként | Helyezési pontszámok bírónként | Helyezési pontszámok bírónként | Több. hely. száma | Hely. össz. | Pont       | Helyezés   |
| Versenyző                    | Versenyszám | Több. hely. száma | Hely.           | Több. hely. száma | Hely. | 1                              | 2                              | 3                              | 4                              | 5                              | 6                              | 7                              | 8                              | 9                              | 10                             | 11                             | Több. hely. száma | Hely. össz. | Pont       | Helyezés   |
| ---------------------------- | ----------- | ----------------- | --------------- | ----------------- | ----- | ------------------------------ | ------------------------------ | ------------------------------ | ------------------------------ | ------------------------------ | ------------------------------ | ------------------------------ | ------------------------------ | ------------------------------ | ------------------------------ | ------------------------------ | ----------------- | ----------- | ---------- | ---------- |
| Marit Henie                  | Női egyéni  | 7×21+             | 20.             | 7×23+             | 23.   | 22,0                           | 23,0                           | 21,0                           | 21,0                           | 20,0                           | 23,0                           | 23,0                           | 22,0                           | 19,0                           |                                |                                | 6×22+             | 194,0       | 1198,0     | 22.        |
| Margot Walle Allan Fjeldheim | Páros       |                   |                 |                   |       | 8,0                            | 9,5                            | 8,0                            | 10,0                           | 11,0                           | 8,0                            | 13,0                           | 13,0                           | 10,0                           | 14,0                           | 14,0                           | 6×10+             | 118,5       | 102,1      | 10.        |

## Sífutás
| Versenyző                                          | Versenyszám     | Eredmény      | Helyezés      |
| -------------------------------------------------- | --------------- | ------------- | ------------- |
| Eilert Dahl                                        | 18 km           | 1:22:52       | 27.           |
| Olaf Dufseth                                       | 18 km           | 1:21:50       | 18.           |
| Erling Evensen                                     | 18 km           | 1:21:40       | 15.           |
| Olav Hagen                                         | 18 km           | 1:19:05       | 9.            |
| Reidar Nyborg                                      | 18 km           | 1:21:47       | 17.           |
| Olav Odden                                         | 18 km           | 1:21:35       | 14.           |
| Olav Økern                                         | 18 km           | 1:20:37       | 13.           |
| Kåre Østerdal                                      | 18 km           | 1:24:20       | 32.           |
| Kristian Bjørn                                     | 50 km           | 4:15:21       | 9.            |
| Leif Haugen                                        | 50 km           | nem ért célba | nem ért célba |
| Martin Jære                                        | 50 km           | 4:17:11       | 10.           |
| Thorleif Vangen                                    | 50 km           | nem ért célba | nem ért célba |
| Erling Evensen Olav Økern Reidar Nyborg Olav Hagen | 4 × 10 km váltó | 2:44:33       |               |

## Síugrás
| Versenyző            | 1. ugrás | 2. ugrás | Összesítés | Összesítés |
| Versenyző            | Távolság | Távolság | Pont       | Helyezés   |
| -------------------- | -------- | -------- | ---------- | ---------- |
| Petter Hugsted       | 65,0     | 70,0     | 228,1      |            |
| Asbjørn Ruud         | 58,0     | 67,5     | 220,2      | 7.         |
| Birger Ruud          | 64,0     | 67,0     | 226,6      |            |
| Thorleif Schjelderup | 64,0     | 67,0     | 225,1      |            |